# Hermandad de la Mediadora (Málaga)
La Hermandad de la Mediadora, cuya denominación oficial y completa es Venerable Hermandad de Nuestro Padre Jesús Nazareno Redentor del Mundo y Nuestra Señora Mediadora de la Salvación, es una hermandad malagueña, que realiza su estación de penitencia el Miércoles Santo.

## Historia
La Venerable Hermandad de Nuestro Padre Jesús Nazareno Redentor del Mundo y Nuestra Señora Mediadora de la Salvación, fue fundada el 29 de noviembre de 1997 en la parroquia de Santa María de la Encarnación (Ave María) con la bendición de la imagen de la Santísima Virgen con la original y catequética advocación de Mediadora de la Salvación. Realizaba su Salida Procesional el Viernes de Dolores por las calles de los barrios malagueños de Las Delicias, Girón, La Paz y Parque Mediterráneo hasta el año 2014. El 10 de noviembre de 2013 se bendice en las Escuelas del Ave María la imagen del titular cristífero, Nuestro Padre Jesús Nazareno Redentor del Mundo, día histórico en el que Málaga acogió con gran admiración al primer nazareno que representa la iconografía del abrazo de la cruz. Todos los 12 de octubre la Hermandad realiza un Rosario de la Aurora, presidido por la imagen de la Virgen Mediadora, por las calles de la feligresía de la parroquia de la Encarnación.
El 9 de octubre de 2014 ingresó a la Agrupación de Cofradías de Semana Santa de Málaga, siendo la hermandad número 40 de dicha institución.

## Sede Canónica
- Capilla del Colegio del Ave María, antigua Parroquia de la Encarnación (Hasta 2022)
- Desde 2022, , en el barrio de Huelin, Málaga en la iglesia de San Patricio.

## Imágenes Titulares

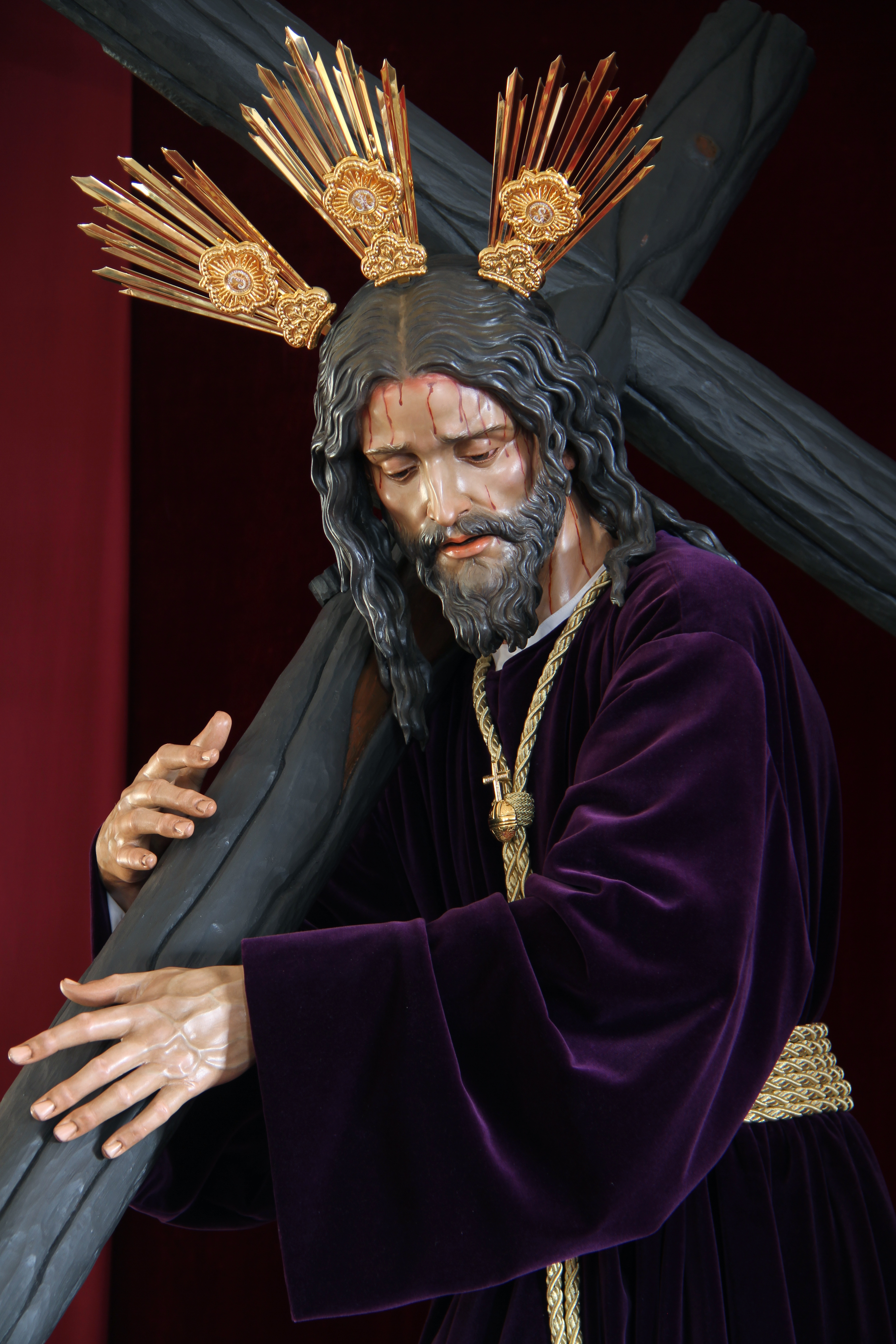
Imagen

### Ntro. Padre Jesús Nazareno Redentor del Mundo
La imagen de Nuestro Padre Jesús Nazareno Redentor del Mundo fue realizada en 2013 por el imaginero sevillano José Antonio Navarro Arteaga y se bendijo el 10 de noviembre de 2013 por el director espiritual de la hermandad Rvdo. Padre Santiago Correa.
La imagen del Redentor escenifica a Cristo en el momento de abrazar la Cruz antes de comenzar el camino hacia el Calvario. Este simbólico abrazo representa la entrega de su propia vida por nuestra salvación, es decir, la aceptación de su condena a muerte para liberarnos de la pesada carga de nuestros pecados.
La Santa Cruz no se muestra como instrumento de martirio sino como el estandarte de la redención salvadora que nos regala el Señor. Así pues, Cristo muestra orgulloso el atributo de la victoria que nos ofreció con su muerte, pues a través de ella, toda la humanidad recibió el premio de la salvación eterna. 
La Archicofradía del Paso y la Esperanza actuó como padrino de la bendición y regaló al Señor las potencias, obra de Orfebrería San Juan y diseño de Salvador De los Reyes Rueda.

#### Ajuar del Señor

##### Potencias
Potencias repujadas en plata de ley por Orfebrería San Juan (2013) según diseño de Salvador De los Reyes, las estrenó el Señor para su bendición. Dichas piezas fueron obsequiadas por la Archicofradía del Paso y la Esperanza, padrinos del Redentor en su bendición el 10 de noviembre de 2013. Cada una de los potencias lleva inscrita las palabras "Dulce Nomen Iesu" en recuerdo del titular cristífero de la hermandad perchelera.

##### Orbe
El Redentor del Mundo lleva en su cordón a modo de pasador, el orbe o “globus cruciger”, en latín, que es una joya que representa un globo terráqueo rematado con una cruz. El orbe es un símbolo cristiano de autoridad utilizado a través de los tiempos que representa el dominio de Cristo, la cruz, sobre el mundo, el orbe. La representación de Cristo sosteniendo el orbe recibe el nombre de “Salvator Mundi”, el Salvador del Mundo. Esta joya fue realizada en plata de ley sobredorada por Orfebrería San Juan de San Juan de Aznalfarache (2013).

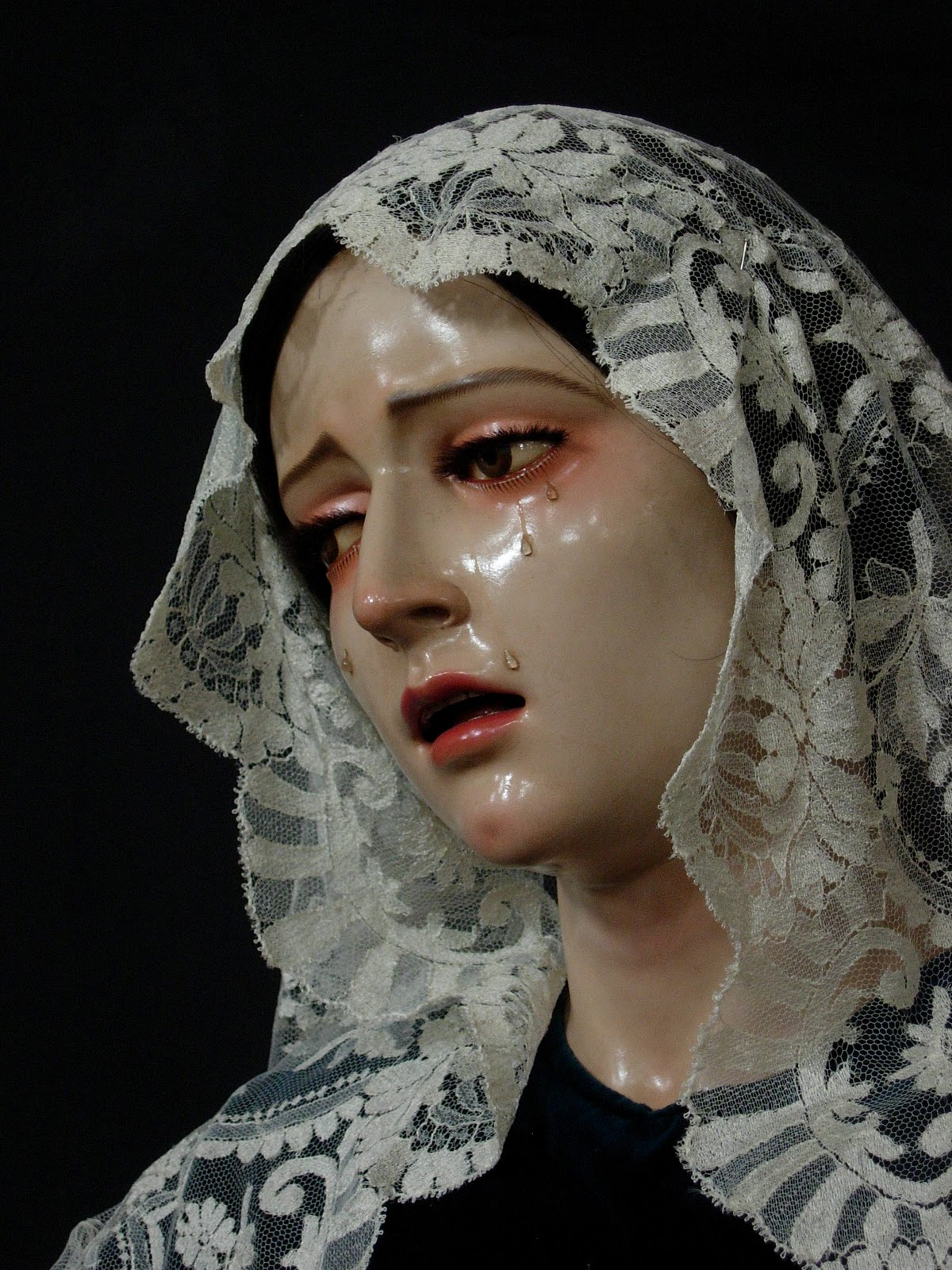

### Ntra. Sra. Mediadora de la Salvación
La imagen de Ntra. Sra. Mediadora de la Salvación es una dolorosa de vestir realizada en madera de cedro policromada a tamaño natural, por el imaginero malagueño Juan Manuel García Palomo en 1997. La talla presenta grandes ojos oscuros, nariz recta y la boca entreabierta debido a la respiración entrecortada por el llanto; llanto que se hace patente en sus mejillas por las que caen cinco lágrimas, número que representa la Salvación, en recuerdo de las cinco llagas de Nuestro Redentor.
A través de esta advocación se acentúa la dimensión de María Santísima como Intercesora de los hombres ante Dios, al ser concebido en su Inmaculado seno su Divino Hijo. María es la esclava del Señor que aceptó con humildad el designio del Padre, educando a su Hijo y acompañándole en su Pasión y Muerte Redentora en la Cruz. Por ello, María debe ser considerada Mediadora de los hombres ante Dios, tal como indica el Santo Padre Juan Pablo II en su Encíclica Redemptoris Mater del 25 de marzo de 1987, con motivo del Año Santo Mariano.
La Sagrada Titular porta en su mano izquierda una embarcación, que representa la Santa Iglesia como Nave de Salvación que navega hacia el Cielo. Al ser Málaga una ciudad eminentemente marinera se trata de una tradicional barca de jábega, típica de los pescadores de nuestra ciudad.

#### Ajuar de la Santísima Virgen

##### Barca de jábega
Embarcación típica malagueña, que portada en su mano izquierda por la Stma. Virgen, representa la Santa Iglesia como Nave de Salvación que navega hacia el Cielo.Realizada en plata de ley sobredorada por la orfebrería Sezar (Madrid), lleva como nombre "Mediadora" y como matrícula "291197", fecha de la bendición de la imagen.Le fue impuesta el 26 de septiembre de 2000 en el transcurso de la Solemne Misa, que la Asociación celebró para conmemorar el Año Santo Jubilar en la Parroquia de la Encarnación.

##### Corona de salida
Repujada en plata de ley por Santos Campanario en 2007, según diseño de Salvador De los Reyes Rueda, le fue impuesta a Nuestra Señora con motivo del X aniversario de su bendición.
Su realización fue posible gracias a una suscripción popular.

##### Saya de salida o de procesión
Pieza bordada por Francisco Carrera Iglesias en 2007, según diseño de Salvador De los Reyes Rueda, fue donada por dos devotos hermanos en el X aniversario de la bendición de la Virgen. La saya, bordada en hilo de oro sobre terciopelo color cereza, muestra una cenefa inferior con motivos vegetales con disposición asimétrica, sobre la que se eleva una nueva trama de motivos vegetales y florales con dirección ascendente.

## Tronos

### Trono del Redentor del Mundo
El trono para Nuestro Padre Jesús Nazareno Redentor del Mundo es un proyecto diseñado por Salvador De los Reyes y que en 2017 se estrena la carpintería del mismo ejecutada por Enrique Gonzálvez González, del taller de Francisco Verdugo, y que se irá completando en sucesivas fases, en madera tallada y dorada. Sus faroles se labrarán en orfebrería, así como las representaciones iconográficas de sus cartelas y las figuras de los reyes de Israel, David y Salomón, y Santa Elena y San Fernando, que además contarán con cabezas y manos en madera policromada.
El diseñador ha querido realizar un proyecto sencillo y clásico, una excelsa peana procesional que no reste protagonismo a la bendita imagen del Redentor.  
En el diseño se observa el movimiento de volúmenes que tendrá su cajillo y se adivina su sinuosa planta, con juego de entrantes y salientes por donde jugará la luz de la tarde a potenciar la estética del conjunto. El moldurón, las cartelas y la crestería, que irán ricamente tallados en sus motivos vegetales y geométricos, donde la maestría del tallista convertirá la madera en un verdadero encaje, en una obra de arte, que en sucesivos años  iremos contemplando. Las partes lisas del cajillo, cuando por fin vayan doradas, alumbrarán aún más si cabe al Señor, reflejando el sol de la tarde en su camino hacia la Catedral. Esta alternancia en el tratamiento del material le dará al conjunto una enorme riqueza plástica. 
La iluminación del trono del Redentor se realizará con cuatro soberbios faroles en sus esquinas, que nos recuerdan a la única y emblemática torre de nuestra Catedral. Y también con pequeños arbotantes de dos tulipas que multiplicarán por veinticuatro los puntos luminosos en todo el perímetro del cajillo y que harán que el conjunto esté vivo en torno a la Luz de nuestra Fe. 
La iconografía de las cartelas nos contarán el camino de nuestra propia salvación. Las escenas del Descenso del Señor a los infiernos, la Institución de la Eucaristía, el Bautismo y la Transfiguración, realzarán el momento único y vital para los cristianos que enaltece el conjunto procesional: El abrazo de la cruz por parte de Cristo, en la que se entregó  libre y sin condiciones por nuestra redención. Historia de Salvación que nos narran los evangelistas, testigos de la vida de Jesucristo, apareciendo en las cartelas de sus cuatro esquinas, proclamando que todo es por Él y para Él. Y se completará la iconografía con la representación de los reyes de Israel, David y Salomón, así como Santa Elena y San Fernando, que, en los laterales del trono, no dejarán de alabar al Señor.

### Trono de la Virgen Mediadora

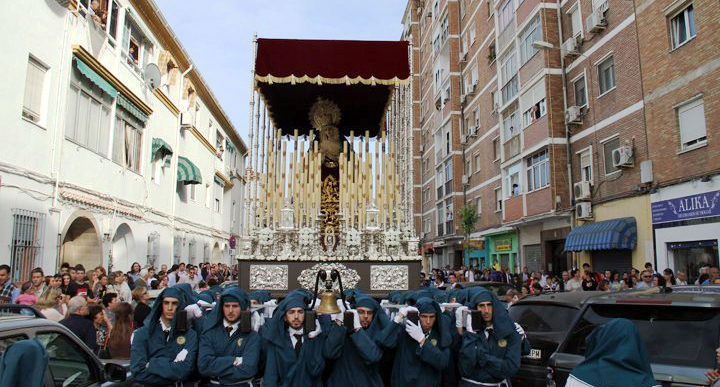

La estructura del trono la realizó Antonio Cabra en 2009. Las dimensiones de la mesa son 2.40 x 3.90 m, las del cajillo son 2.10 x 3.68 x 0.45 m y la altura total del conjunto es de 5 m. Los 6 varales de aluminio, que tienen la particularidad de ser telescópicos, tienen una longitud máxima de 10 m.
El cajillo provisional del trono es obra de nuestros hermanos Salvador De Los Reyes Mata y Pedro González Morales en 2010. Dicho cajillo es de madera color caoba y está embellecido con unos apliques de metal plateado de Santos Campanario. De dicho orfebre son también las 12 barras de palio en 2009.
El palio que cobija a Nuestra Madre, fue confeccionado en 2010 sobre terciopelo color cereza por el taller de María Felicitación Gaviero. Las bambalinas van rematadas por flecos de canutillo de oro y 32 borlones labrados en metal plateado por Santos Campanario y confeccionados por nuestro hermano Ignacio Castillo Moscoso.
El manto que luce la Stma. Virgen, en terciopelo azul pavo real, fue también confeccionado en 2010 por Dña. María Felicitación Gaviero.
El juego de ánforas es de Orfebrería Maestrante (2004) y Santos Campanario (2011). La candelería es obra de Manuel de los Ríos (2006) y Santo Campanario (2015-2016). Los faroles delanteros (2011) e Inmaculada Concepción (2002) para el frontal son de Santos Campanario al igual que los faroles de cola estrenados en 2016.
Los diseños de los distintos elementos corresponden a Salvador De Los Reyes Rueda.

## Marchas dedicadas
Banda de Música:
- Mediadora, Raúl Guirado Carmona (2002)
- Inmaculada y Mediadora, Raúl Guirado Carmona (2004)
- Mediadora Nuestra, Narciso Pérez Espinosa (2018)
- Aniversario Mediadora, David Álvarez García (2022)
- Mediadora de la Salvación, Francisco Javier Moreno Ramos (2022)
- Reina y Mediadora, Francisco Manuel Sánchez Aguilar (2022)

## Recorrido Oficial
| Predecesor: La Sentencia (Martes Santo) | Orden de entrada en el Recorrido Oficial (Miércoles Santo) 1.er lugar | Sucesor: Salesianos |